# Flops - Agentes Nada Secretos
Flops - Agentes Nada Secretos é um filme brasileiro de suspense e comédia dirigido por Edu Menin, que estreou nas plataformas on demand no dia 4 de dezembro de 2020. Ele é estrelado por Danielle Diz, Lucas Rangel, Ana Luiza Andrade, Matheus Borges, Alice Oliveira e Kevin Vechiatto. Antes de chegar a Netflix, o filme foi lançado nas plataformas Now, Vivo Play e Sky Play.

## Sinopse
O filme se passa em um ambiente no qual o personagem Matheus desaparece e de repente, os amigos Lucas, Dani e Fu se veem diante do desaparecimento do rapaz e em meio a tudo isso descobrem um esquema envolvendo o uso de animais. Uma empresa corrupta está no meio da situação e os flops se veem em maus lençóis.

## Produção
O filme estreou no dia 3 de Dezembro de 2020 e tem direção de Edu Menin. Foi escrito por Lucas Rangel. 

## Elenco principal
| Ator/Atriz        | Personagem |
| ----------------- | ---------- |
| Lucas Rangel      | Lucas      |
| Danielle Diz      | Dani       |
| Ana Luiza Andrade | Fu         |
| Matheus Borges    | Mateus     |
| Alice Oliveira    | Alexa      |
| Kevin Vechiatto   | Apocalypso |
| Mauro Medeiros    | Marcos     |
| Lucas Nametala    | Fábio      |
| Nando Almeida     | Valdir     |
| Lika Ferraro      | Vó Dirce   |
| Rita Braz         | Vó Maria   |
| Ton Crivelaro     | Ulisses    |

## Disponibilidade
O filme está disponível nas plataformas de streaming: Apple TV, Now, Google Play, YouTube Filmes, Vivo Play, Sky Play e Netflix.
FLOPS estreou na Netflix no dia 23 de fevereiro de 2021.